# Węże (Mazovie)
Pour les articles homonymes, voir Węże.
Węże [ˈvɛ̃ʐɛ] est un village polonais de la gmina de Sokołów Podlaski dans le powiat de Sokołów et dans la voïvodie de Mazovie, au centre-est de la Pologne.
Il est situé à environ 10 kilomètres au sud-ouest de Sokołów Podlaski et à 80 kilomètres à l'est de Varsovie.